# San Sebastián, Tepotzotlán
San Sebastián är en ort i Mexiko, tillhörande kommunen Tepotzotlán i delstaten Mexiko. San Sebastián ligger i den centrala delen av landet och tillhör Mexico Citys storstadsområde. Orten hade 1 704 invånare vid folkräkningen 2010.